# Tonna galea
Tonna galea is een slakkensoort uit de familie Tonnidae. De wetenschappelijke naam is gepubliceerd in 1758 door Carl Linnaeus in de tiende editie van Systema naturae.